# Pyrausta fuscinervalis
Pyrausta fuscinervalis là một loài bướm đêm trong họ Crambidae.